# Куммунйоки
Куммунйо́ки (фин. Kummunjoki) — бывшая промежуточная станция на 227,38 однопутного перегона Яккима — Куокканиэми линии Хийтола — Сортавала.

## Общие сведения
Расположена на территории Мийнальского сельского поселения Лахденпохского района Республики Карелии. В настоящее время остановочный пункт не эксплуатируется

## История
Участок Антреа — Сортавала был открыт 01 ноября 1893 года. Решение о строительстве железной дороги от Выборга до Йоэнсуу было принято в 1888 году. Работы по строительству были начаты в 1890 году. На сооружении дороги в 1892 году работало 6000 человек.
Разъезд Kummunjoki был открытапозже: 18 ноября 1910 года. Имел всего один боковой путь. Административно подчинялся станции Яккима. Строительство пассажирского павильона было завершено в 1915 году. Однако в 1930-е годы транспортным центром стал Хууханмяки. В окрестностях разъезда был небольшой посёлок, но не было надлежащего автомобильного проезда.

## Галерея

Куммунйоки
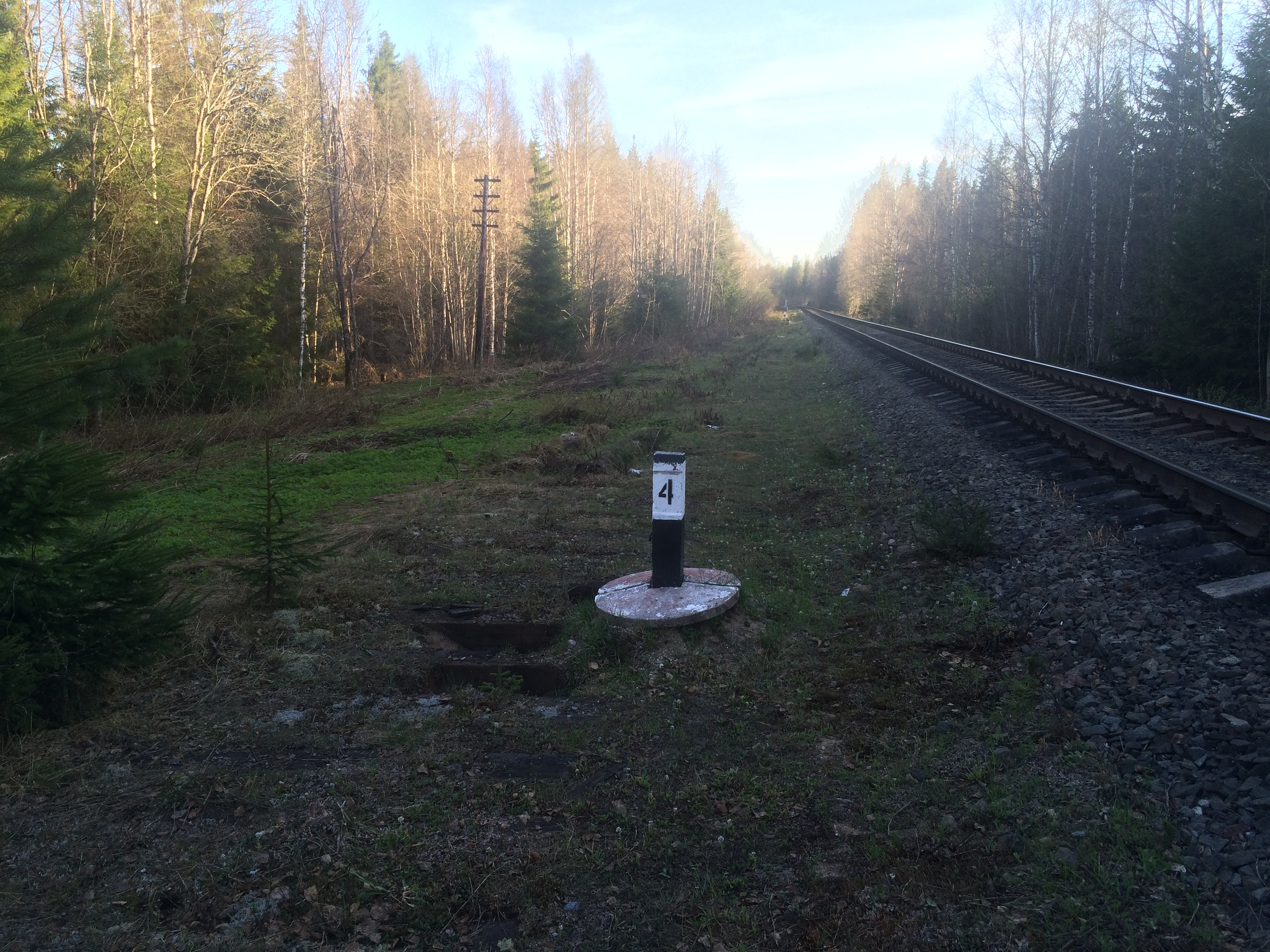
Разобранный боковой путь. Вид в сторону Яккимы
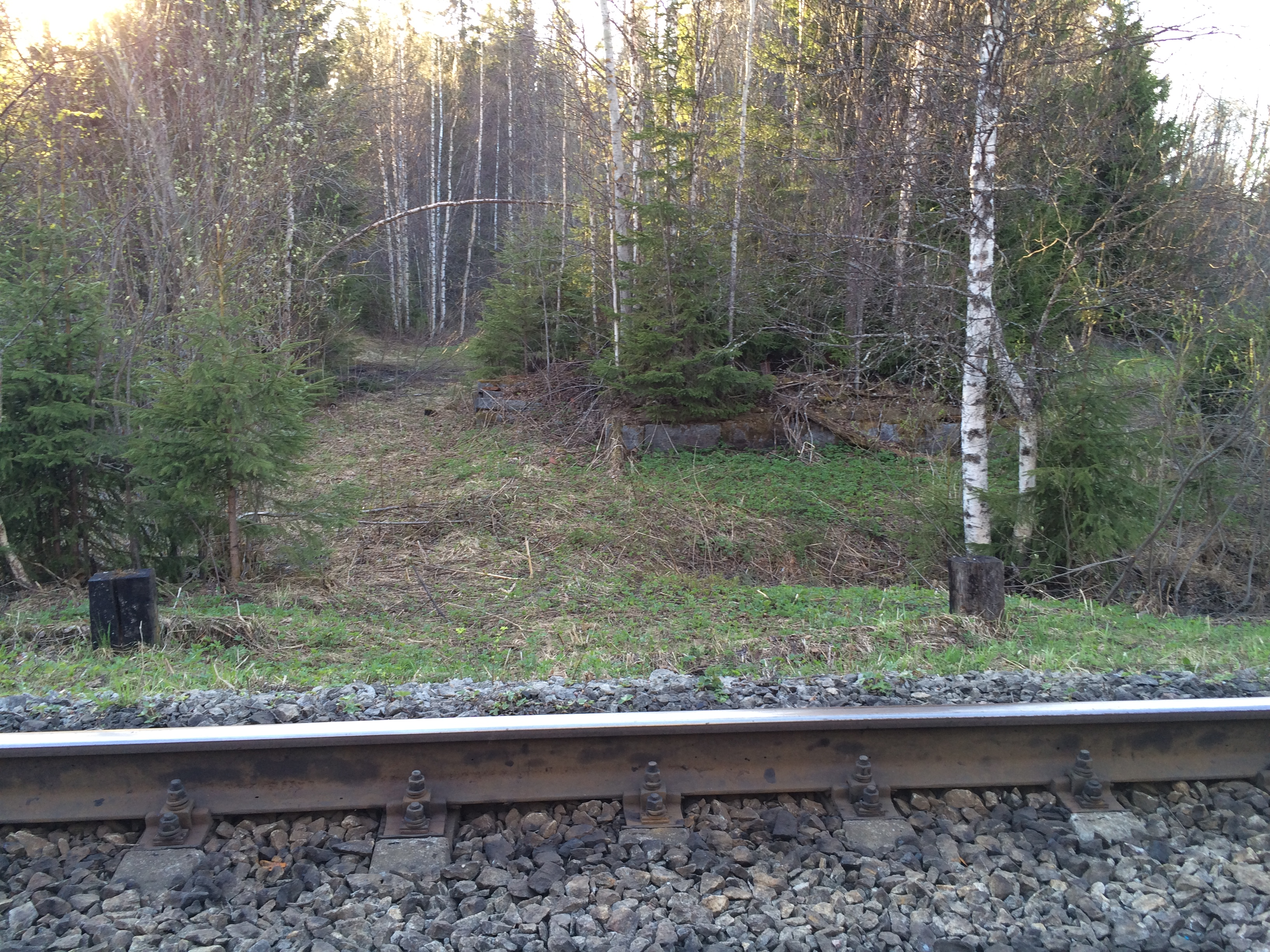
Фундамент от бывшего пассажирского здания
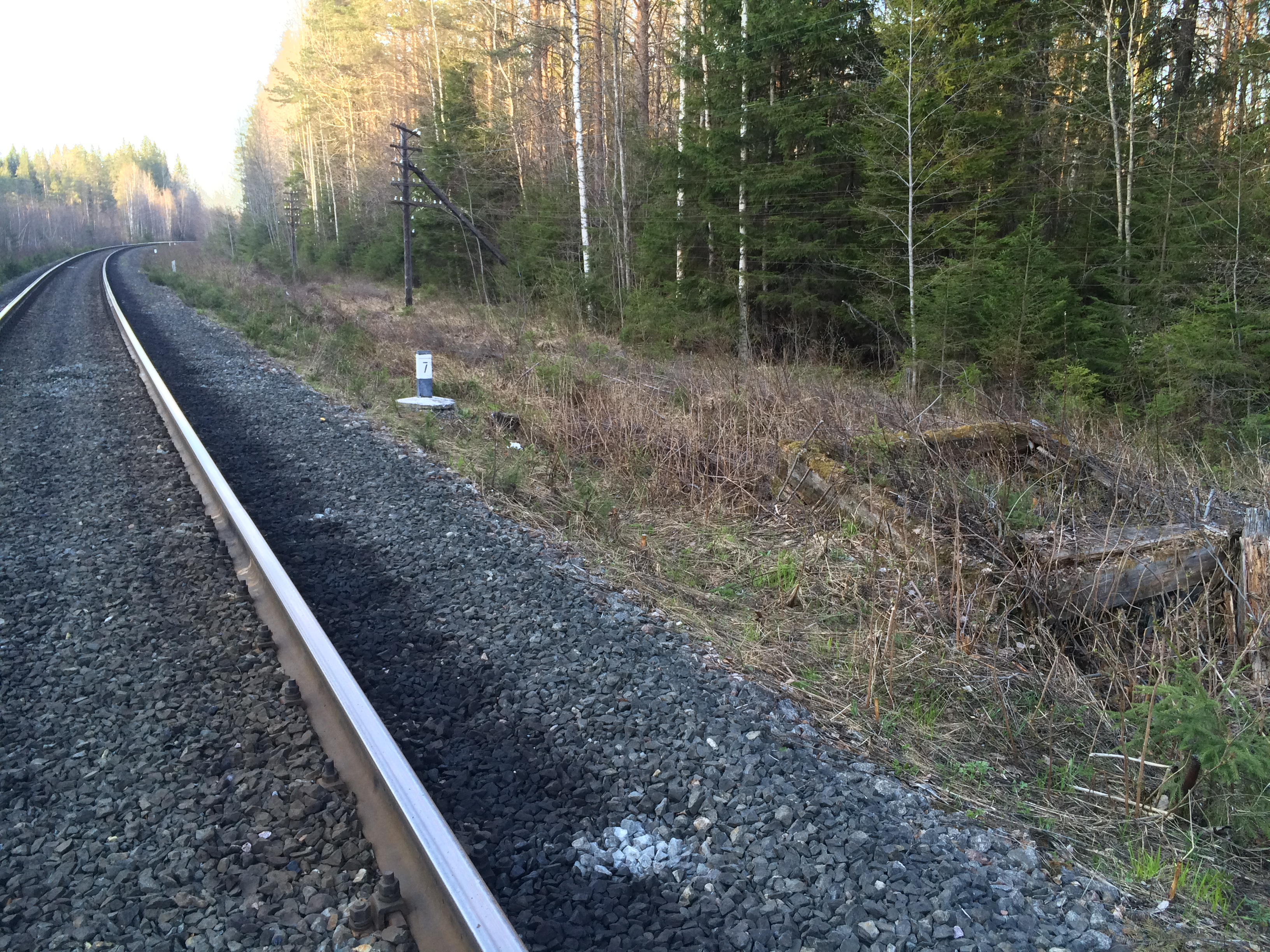
Развалины стрелочного поста № 1

## Панорама

Панорама бывшей станции